# ハイリッヒ・ミサ

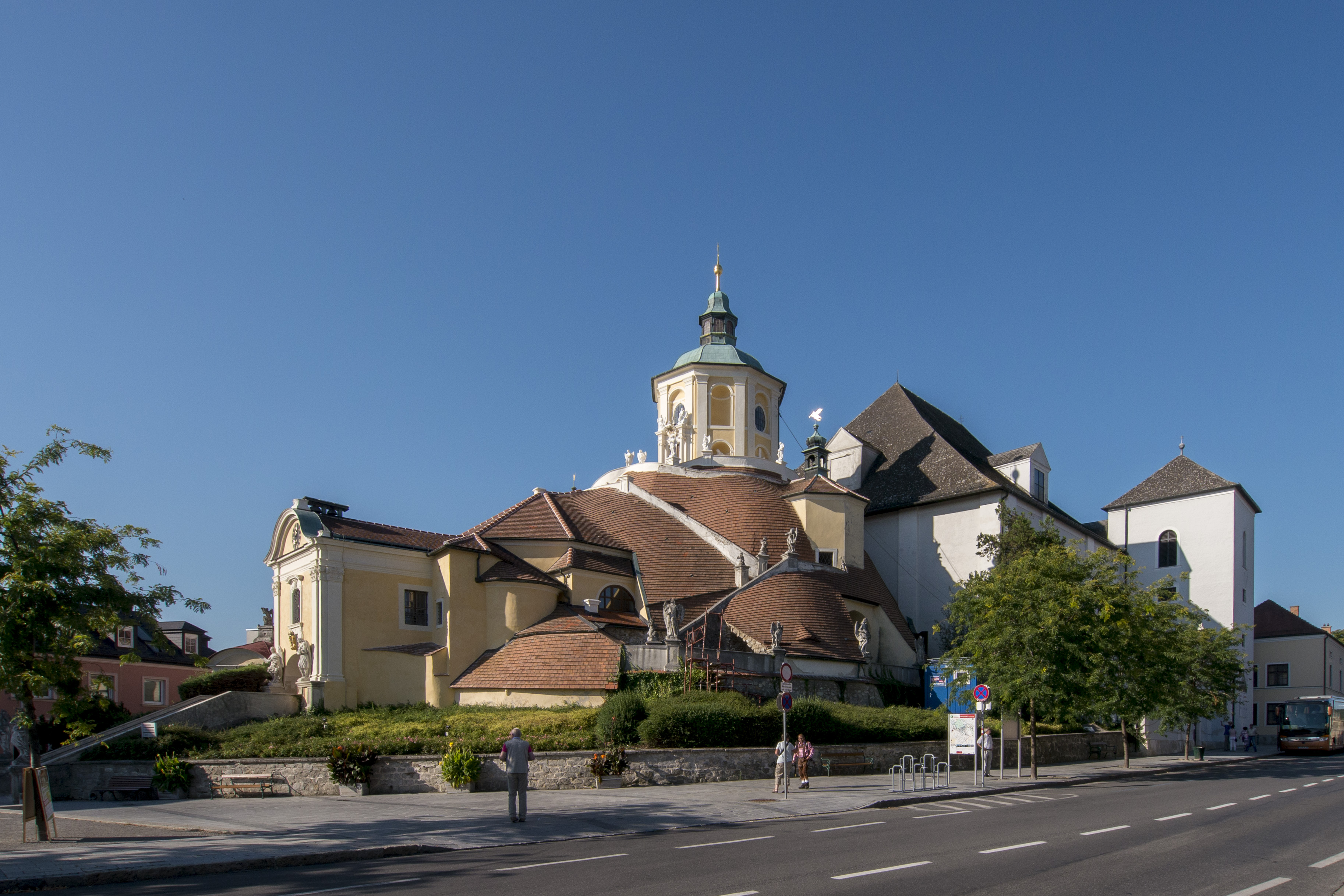
アイゼンシュタットのベルク教会

『ハイリッヒ・ミサ 変ロ長調』Hob.XXII:10（ドイツ語: Heiligmesse）は、フランツ・ヨーゼフ・ハイドンが1796年に作曲したミサ曲。ハイドンの後期六大ミサ曲のひとつ。

## 概要
正式名称を『オッフィダの聖ベルナルドのミサ』(Missa Sancti Bernardi von Offida)という。オッフィダのベルナルドは17世紀のカプチン・フランシスコ修道会の僧で、1795年5月19日に教皇ピウス6世によって列福された。その聖名祝日である9月11日が、エステルハージ侯爵ニコラウス2世夫人マリア・ヘルメンギルデの聖名祝日である9月8日に近いため、両人を兼ねて賛美するためにアイゼンシュタットのベルク教会(Bergkirche)で初演された。ただし、自筆楽譜では『戦時のミサ』も同じ1796年に書かれており、どちらが先に作曲されたかについては議論が分かれる。ジェームズ・ウェブスターによると『ハイリッヒ・ミサ』の方が先で、『戦時のミサ』は1796年秋以降に作曲され、同年12月26日にウィーンで初演された。
「ハイリッヒ」とは、本曲のサンクトゥスの中にオーストリアの古い教会音楽「Heilig, heilig, heilig, du bist allzeit heilig」が引用されていることによる（ハイリッヒはサンクトゥス（聖なる）に相当するドイツ語）。

## 編成
- ソプラノ、アルト、テノール、バス独唱、4部合唱。
- オーボエ2、クラリネット2、ファゴット2（、ホルン2）、トランペット2、ティンパニ、弦楽器、オルガン

## 構成

### Kyrie
ハイドンの後期のミサにしばしば見られる、アダージョの荘重な序奏つきソナタ形式のような形のキリエである。主部はアレグロ・モデラート、3拍子で穏やかにはじまる。展開部にあたるクリステは短いが、キリエと対位法的に重なりあう。

### Gloria
合唱と器楽が呼応する華やかな冒頭の部分につづき、3拍子のおだやかな「Gratias」が独唱者たちによって歌われる。「Qui tollis」の部分は対位法的に複雑な曲になっている。「Quoniam」から再び華やかな合唱に戻り、アーメン・フーガで曲を終える。

### Credo
2⁄2拍子。下降分散和音ではじまる。「Et incarnatus est」は独唱者たちによる3拍子の穏かな曲で、伴奏の弦楽器によるピッツィカートとクラリネットの音色が目立つ。「Crucifixus」で短調に転ずる。「Et resurrexit」も暗い曲調のままだが速くなり、「et vitam」から輝かしいアーメン・フーガになる。

### Sanctus
冒頭、教会音楽の旋律は内声部に隠されているがすぐにわかる。すぐに高速な「Pleni sunt」に移り、ホザンナ・コーラスで終わる。ごく短い曲である。

### Benedictus
主に弦楽器による伴奏を伴い、合唱によって歌われる。ホザンナ部分も曲調は変わらない。

### Agnus Dei
3拍子、短調で静かに歌われる。「Dona nobis」からティンパニと金管楽器が加わって華やかに盛りあがる。